# Сян Ю
Сян Ю (на китайски: 項羽; на пинин: Xiàng Yǔ) е китайски военачалник.

## Биография
Сюн Ю е роден през 232 година пр.н.е. в семейство на военачалници от царството Чу, което през 223 година пр.н.е. е подчинено от Цин. Поради ранната смърт на баща му, той е отгледан от своя чичо Сян Лян. През 209 година пр.н.е., след смъртта на император Цин Шъхуан, Сян Лян и Сян Ю оглавяват един от многото бунтове срещу Цин и скоро застават начело на значителни сили, след което обявяват един от потомците на старата династия в Чу, Чу Хуей, за цар.
През 207 година пр.н.е. Сян Ю удържа една от големите победи на бунтовниците срещу Цин, а след падането на династията през 206 година пр.н.е. получава титлата цар-хегемон. През следващите години води активна борба за наследството на Цин със своя доскорошен съратник Лиу Бан, но в крайна сметка е победен и през 202 година пр.н.е. се самоубива.